# Адміністративний поділ Замбії

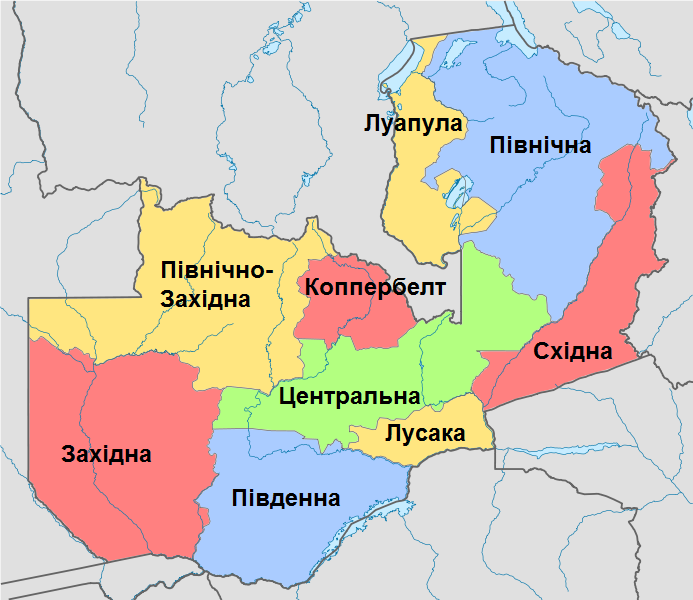
Провінції Замбії

Замбія складається з 10 провінцій, які діляться на райони.
| №  | Провінція        | Адміністративний центр | Площа, км² | Населення, чол. (2010) | Щільність, чол./км² |
| -- | ---------------- | ---------------------- | ---------- | ---------------------- | ------------------- |
| 1  | Центральна       | Кабве                  | 94395      | 1267803                | 13,43               |
| 2  | Коппербелт       | Ндола                  | 31328      | 1958623                | 62,52               |
| 3  | Східна           | Чипата                 | 69106      | 1707731                | 24,71               |
| 4  | Луапула          | Манса                  | 50567      | 958976                 | 18,96               |
| 5  | Лусака           | Лусака                 | 21896      | 2198996                | 100,43              |
| 6  | Мучинга          | Чинсалі                |            |                        |                     |
| 7  | Північна         | Касама                 | 147826     | 1759600                | 11,90               |
| 8  | Північно-Західна | Солвезі                | 125827     | 706462                 | 5,61                |
| 9  | Південна         | Лівінгстон             | 85283      | 1606793                | 18,84               |
| 10 | Західна          | Монгу                  | 126386     | 881524                 | 6,97                |
|    | Всього           |                        | 752614     | 13046508               | 17,33               |